# 月球大氣與粉塵環境探測器

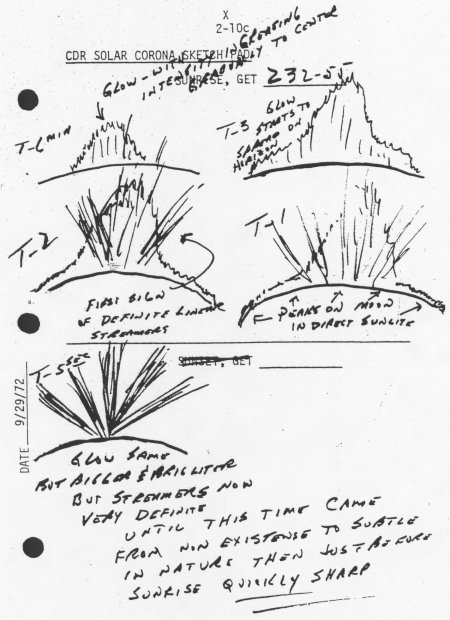
多位阿波羅計畫太空人在月球日出或日落時看到輝光和光芒。阿波羅17號組員以素描描述了神秘的暮光光芒。

月球大氣與粉塵環境探測器（英語：Lunar Atmosphere and Dust Environment Explorer，縮寫：LADEE）是由 NASA 轄下艾姆斯研究中心和戈达德太空飞行中心主導的月球探測計畫。該計畫的探測器已於2013年9月6日在瓦羅普斯飛行研究所中大西洋地區太空中心以米諾陶五號運載火箭發射。該任務執行的7個月之間 LADEE 環繞月球的赤道，並探測月球大氣層的散逸层和周圍的塵埃。探測器上的儀器有塵埃探測器、中性質譜儀、紫外線－可見光光譜儀，並且該探測器也是雷射通訊技術示範的終端衛星。2014年4月18日，地面控制中心操作 LADEE 使之撞毀於月球背面結束任務

## 任務目的
LADEE 任務目的是要達到以下三個科學目標：
- 確認在未來進一步人類活動造成擾動前的月球稀薄大氣層的整體密度、組成和隨時間變化狀況。
- 確認阿波羅計畫太空人看到的高數十公里處漫射是鈉輝光或塵埃造成。
- 紀錄月球環境中塵埃的影響程度（體積－頻率），作為未來任務工程設計的參考。

## 發射

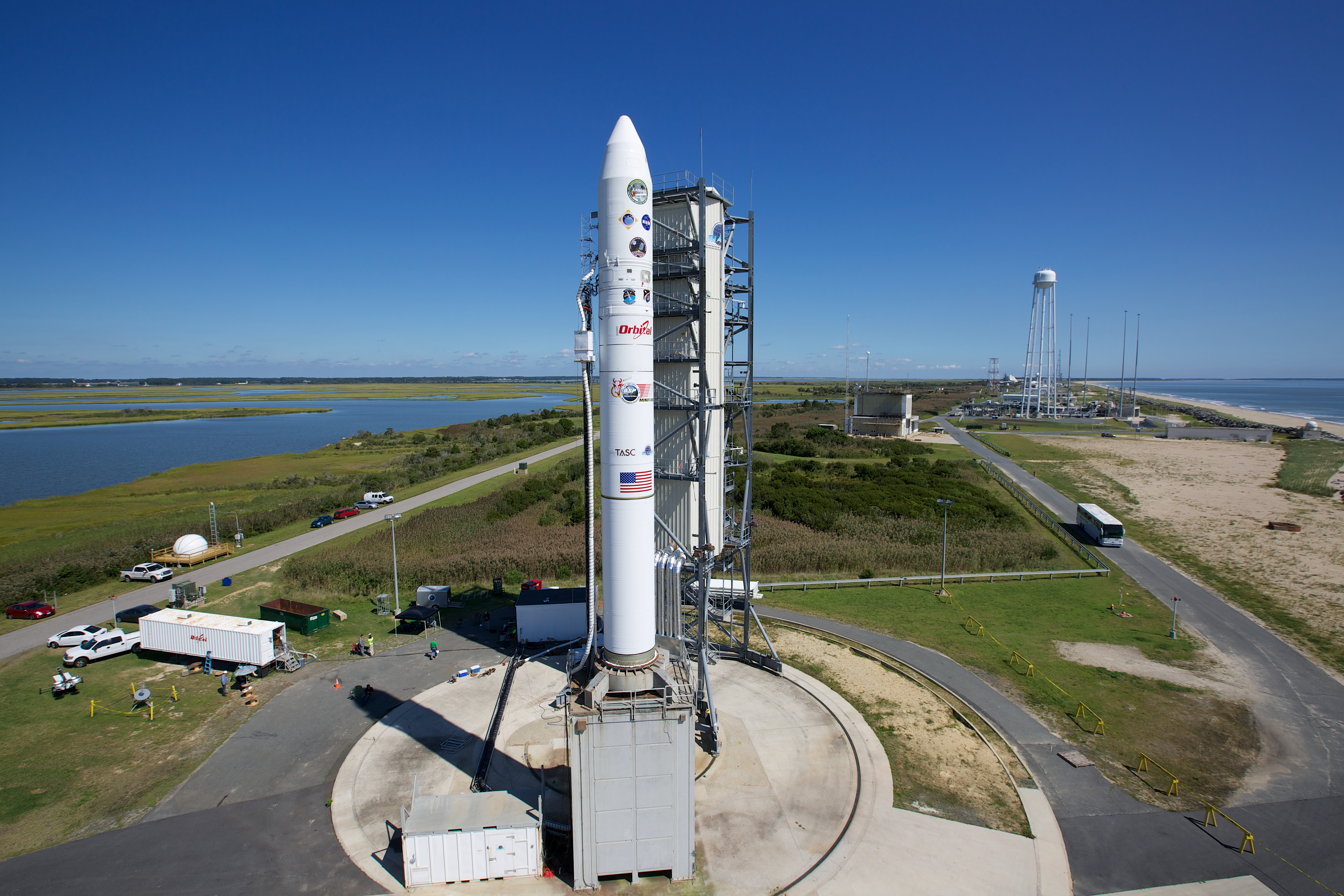
LADEE 和載運火箭已到達發射台。

LADEE 的探測器已於2013年9月6日11:27 p.m. EDT在美國維吉尼亞州瓦勒普斯岛瓦羅普斯飛行研究所以米諾陶五號運載火箭發射。這次發射是該發射場首次發射深太空任務。自紐約市到維吉尼亞州大多數海岸都可見到發射過程。
當探測器從火箭分離後，在反應輪處偵測到高電流並造成反應輪關閉。目前並沒有故障的跡象，將進行產生高電流原因調查。

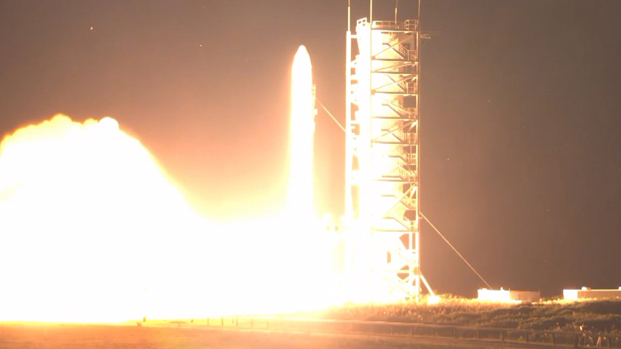
LADEE 探測器發射。

## 儀器
LADEE 攜帶了三個科學儀器和一個技術示範設備。
科學酬載如下：
- 中性質譜儀：該設備將進行月球大氣散逸层的現場分析試驗。它的設計受到好奇號火星車的火星樣本分析設備（SAM）影響。
- 紫外－可見光光譜儀（UVS）：將進行月球塵埃和大氣層探測。設計概念繼承月球坑观测和传感卫星（LCROSS）的紫外－可見光光譜儀。
- 月球粉塵實驗設備（Lunar Dust EXperiment，LDEX）：可直接量測月球塵埃，技術繼承自伽利略号探测器、尤利西斯号、卡西尼－惠更斯号。

LADEE 將作為光通訊的技術示範平台。該探測器將搭載月球雷射通訊示範設備（Lunar Laser Com Demo，LLCD）進行太空探測器新通訊方式的測試，預期將大幅度增加資料傳輸率。
- 月球粉塵實驗設備
- 中性質譜儀
- 紫外－可見光光譜儀

## 推進系統
LADEE 的推進系統將由軌道控制系統和反應控制系統組成。軌道控制系統沿著正向Z軸提供大幅度的速度調整。反應控制系統將在軌道控制系統燃料燃燒時沿著三軸方向進行姿態控制，並且以反應輪提供動量卸除。

## 圖集

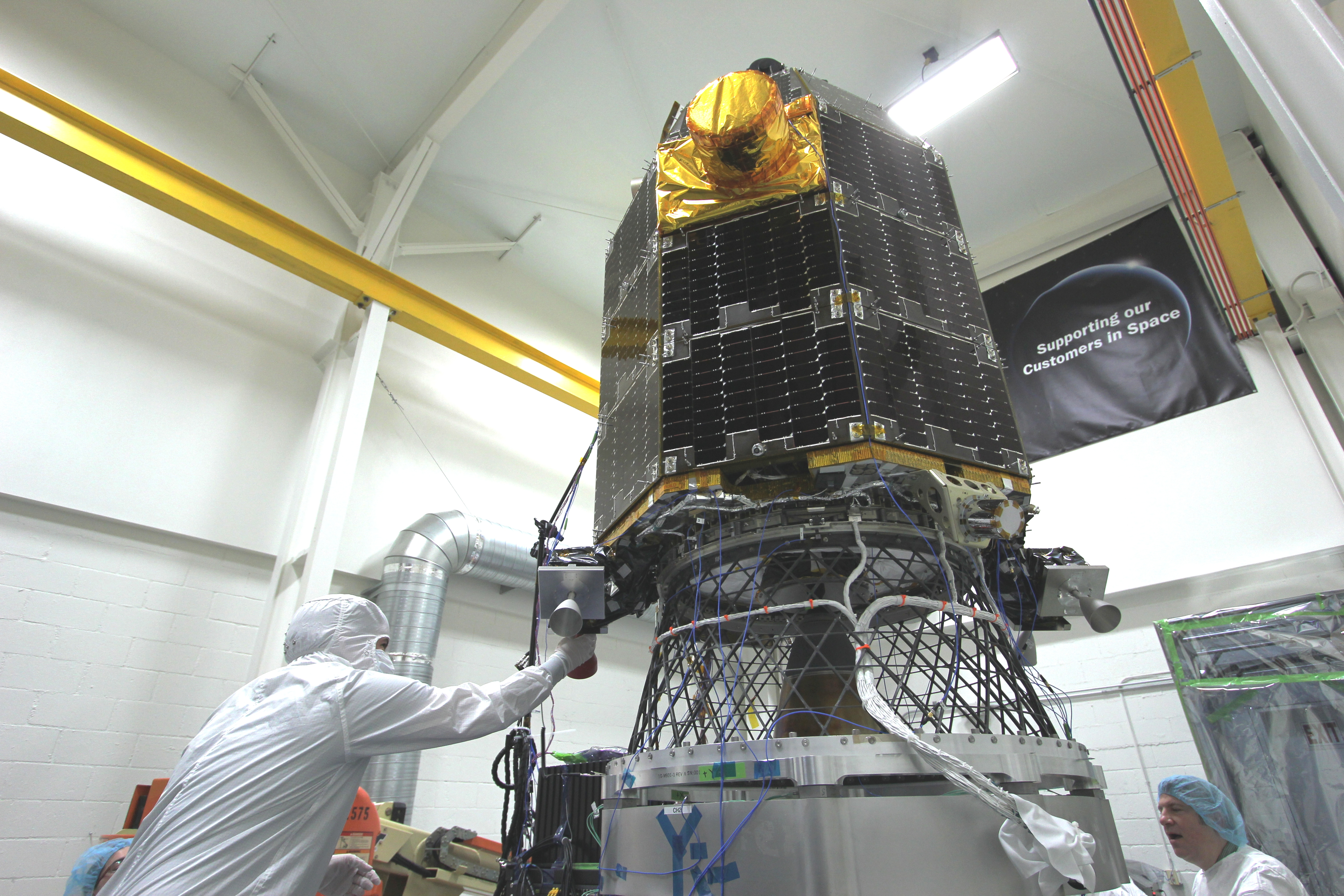
LADEE 在發射前放置在振動台進行振動模擬前所攝，2013年1月。
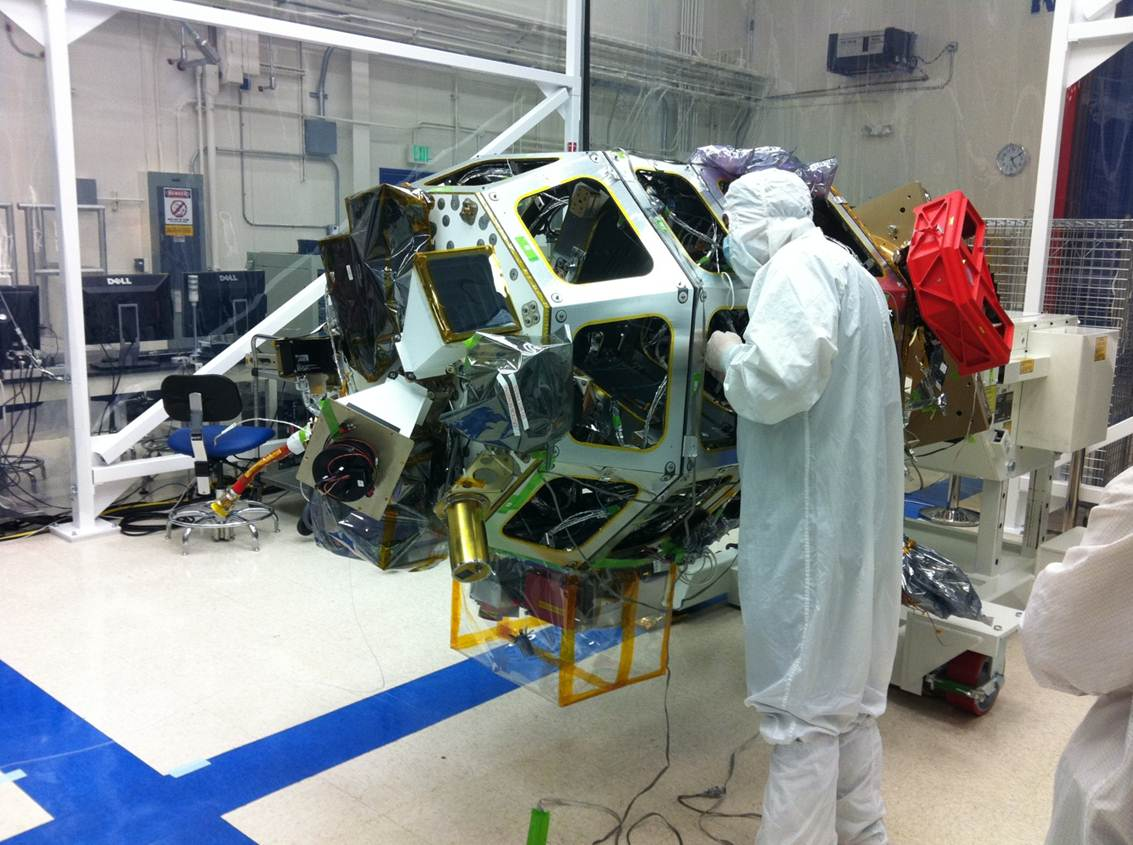
LADEE 在安裝太陽能板之前置於艾姆斯研究中心內的净室。
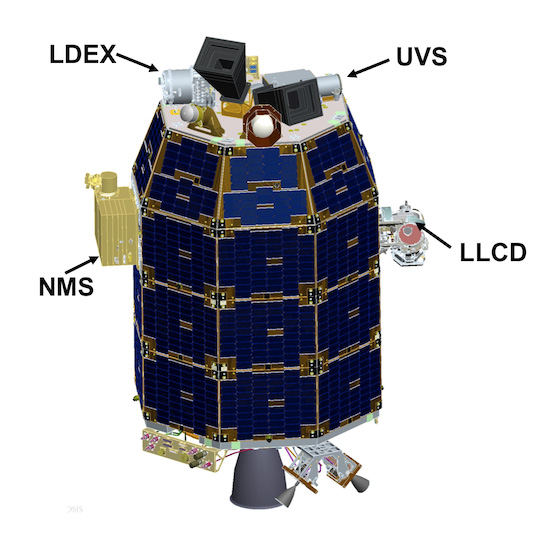
標示出儀器裝設位置的 LADEE 圖。

## 外部連結
- NASA — Lunar Atmosphere and Dust Environment Explorer (LADEE) （页面存档备份，存于）
- NASA LADEE Mission page （页面存档备份，存于）
- LADEE at NASA Science （页面存档备份，存于）
- MIT's Lincoln Lab, lasercomm terminal development
- NASA's Lunar Science Program （页面存档备份，存于） - Feb 27, 2008 - Kelly Snook
- YouTube overview for K-8 students （页面存档备份，存于）